# Amo (Indiana)
Amo es un pueblo ubicado en el condado de Hendricks en el estado estadounidense de Indiana. En el Censo de 2010 tenía una población de 401 habitantes y una densidad poblacional de 244,59 personas por km².

## Geografía
Amo se encuentra ubicado en las coordenadas 39°41′20″N 86°36′45″O / 39.68889, -86.61250. Según la Oficina del Censo de los Estados Unidos, Amo tiene una superficie total de 1.64 km², de la cual 1.64 km² corresponden a tierra firme y (0%) 0 km² es agua.

## Demografía
Según el censo de 2010, había 401 personas residiendo en Amo. La densidad de población era de 244,59 hab./km². De los 401 habitantes, Amo estaba compuesto por el 98.75% blancos, el 0% eran afroamericanos, el 1% eran amerindios, el 0% eran asiáticos, el 0% eran isleños del Pacífico, el 0% eran de otras razas y el 0.25% pertenecían a dos o más razas. Del total de la población el 0.25% eran hispanos o latinos de cualquier raza.